# Страшният съд (филм)
„Страшният съд“ (на италиански: Il giudizio universale) е италианска комедия, излязла по екраните през 1961 година, режисирана от Виторио Де Сика с участието на Алберто Сорди, Виторио Гасман и Фернандел. Сценарият е написан от Чезаре Дзаватини.

## Сюжет
Голямото дуо Виторио Де Сика и Чезаре Дзаватини представят една сюрреалистична визия на човешките страхове в магическа смесица от ужас и радост. Цветът и неговото отсъствие, надеждата и отчаянието са представени от звезден актьорски състав в свързаната верига от епизоди.
От небето звучи глас, говорейки на жителите на Неапол, че денят на Страшния съд скоро ще дойде и всеки ще бъде възнаграден според заслугите му. Всеки реагира на това по различни начини. Някои се опитват да изчистят ума си, други се стремят към смисъла на живота, трети се проклинат за извършени грехове, някои се заклеват да се поправят, спазвайки библейските заповеди.
Но ужасната дата минава и нищо не се случва. И животът на всеки се връща към нормалното.

## В ролите
| Актьор          | Роля                    |
| --------------- | ----------------------- |
| Алберто Сорди   | Продавач на деца        |
| Виторио Гасман  | Чимино                  |
| Анук Еме        | Ирен, жената на Джорджо |
| Фернандел       | Вдовец                  |
| Нино Манфреди   | Сервитьор               |
| Силвана Мангано | Госпожа Матеоне         |
| Паоло Стопа     | Джорджо                 |
| Ренато Рашел    | Копола                  |
| Мелина Меркури  | Чужденка                |
| Джак Паланс     | Господин Матеоне        |
| Лино Вентура    | Бащата на Джована       |
| Виторио Де Сика | Адвокат                 |
| Джими Дуранте   | Мъжът с големия нос     |
| Ърнест Боргнайн | Мошеникът               |
| Аким Тамиров    | Режисьора               |